# Alexander Tschugguel
Alexander Tschugguel (* 24. Juni 1993 in Wien) ist ein österreichischer Aktivist des katholischen Traditionalismus. Er beteiligt sich an der Lebensrechtsbewegung, trat auf rechtsextremen Veranstaltungen auf, kritisiert den Klimaschutz und lehnt die gleichgeschlechtliche Ehe ab.
Im November 2019 erlangte Tschugguel internationale Aufmerksamkeit, als er während der Amazonas-Synode fünf Statuen, welche die südamerikanische Erdgottheit Pachamama darstellten, aus der römischen Kirche Santa Maria in Traspontina entwendete und sie als angebliche Götzenstatuen von der Engelsbrücke in den Tiber warf.

## Familie und Jugend
Tschugguel konvertierte 2008 im Alter von fünfzehn Jahren vom Luthertum zum Katholizismus. Er wurde Anhänger des katholischen Traditionalismus und befürwortet die Wiedereinführung der tridentinischen Messe. Später soll auch seine lutherische Herkunftsfamilie konvertiert sein. Nach Darstellung Tschugguels war ursprünglich sein Urgroßvater vom römisch-katholischen Glauben zum Luthertum konvertiert. Seit 2019 ist Tschugguel verheiratet; seiner kirchlichen Eheschließung stand als Zelebrant der Weihbischof Athanasius Schneider ORC vor, der in Astana in Kasachstan wirkt und der in Österreich entstandenen katholischen Gruppierung Engelwerk angehört. Tschugguel ist Mitglied der Studentenverbindungen KDStV Ripuaria Bonn im CV und der K. Ö. L. Josephina Wien im Akademischen Bund Katholisch-Österreichischer Landsmannschaften.

## Aktivismus

### Organisationen und politische Positionen
Tschugguel war Gründungsmitglied der Reformkonservativen (Rekos), einer inzwischen inaktiven Kleinpartei, die erfolglos bei der Europawahl 2014 angetreten war. Sie kritisierte die EU für mangelnde Demokratie und setzte sich für die Abschaffung des Europäischen Parlaments sowie des Europäischen Gerichtshofes ein. Zuvor war Tschugguel im Parlamentsklub des Teams Stronach angestellt gewesen, dort wurde er nach Bekanntgabe der Rekos-Kandidatur entlassen.
Seit 2008 engagiert sich Tschugguel für die konservative politische Organisation Tradition Familie Privateigentum. Er arbeitete mit den konservativen Politikern Ewald Stadler und Beatrix von Storch sowie der politischen Aktivistin Hedwig von Beverfoerde zusammen, um gegen Abtreibung, gleichgeschlechtliche Ehe und die Umsetzung von Gender Studies und säkularer Sexualkunde in österreichischen und deutschen Schulen zu protestieren.
Tschugguel ist gegen Einwanderung und bezeichnet sich selbst als Patrioten und Monarchisten. Er ist Sprecher der Young European Student Initiative, einer überparteilichen, unabhängigen Initiative christlicher und konservativer Universitätsstudenten. 2013 half er Ewald Stadler bei der Gründung der Reformkonservativen, einer österreichischen konservativen politischen Partei, die sich auf die Rückgängigmachung des Maastricht-Vertrags und die Abschaffung des Europäischen Parlaments konzentriert. 2014 traf Tschugguel in Berlin auf von Beverfoerde und organisierte später mit ihr gemeinsam eine Bustour in Deutschland, die zum Ziel hatte, die Ehe im traditionellen Sinn zu propagieren. 2018 und 2019 war er Mitorganisator des Wiener Marsches für das Leben.
2019 gründete Tschugguel das nach dem heiligen Bonifatius benannte St. Boniface Institute mit dem Ziel, Heidentum und Globalismus innerhalb der katholischen Kirche zu bekämpfen, „diejenigen zu sammeln, die sich nicht vor Mutter Erde verbeugen wollen“, sowie verschiedene traditionalistische katholische Gemeinschaften in ganz Europa miteinander zu vernetzen. In einer öffentlichen Ansprache kritisierte Tschugguel im Jahr 2019 die Vereinten Nationen und die Europäische Union für einen seiner Ansicht nach übertriebenen Fokus auf den Klimawandel. Nach seiner Meinung förderten sie eine Agenda, die von „linken Politikern, kommunistischen NGOs und geschickt radikalisierten jungen Teenagern aus Skandinavien“ vorangetrieben werde. Er lobte auch den damaligen US-Präsidenten Donald Trump für seinen Austritt aus dem Pariser Klimaschutzvertrag. Zudem erklärte er, in den Medien höre man vor allem von linken international tätigen Organisationen, „die sich für eine linksliberale Auslegung der Menschenrechte, für den Abbau von Hürden gegen Massenmigration oder für die Bekämpfung des angeblich menschengemachten Klimawandels einsetzen“.
Tschugguel steht zudem in Verbindung mit der vom Standard der „erzkonservativ-katholischen Ecke“ zugeordneten Initiative Katholischer Widerstand, die Christen dazu aufruft, am Protest gegen Schutzmaßnahmen gegen die COVID-19-Pandemie und Impfpflicht teilzunehmen. In diesem Kontext sprach er unter anderem davon, dass so „Impfzwang und andere Terrormaßnahmen“ verhindert werden könnten.
Seine Positionen äußerte Tschugguel unter anderem in einem Podcast der Zeitschrift Info Direkt.
Das Dokumentationsarchiv des österreichischen Widerstandes attestiert ihm „keine Berührungsängste“ zum rechtsextremen Lager.

### Entwendung der Pachamama-Statuen

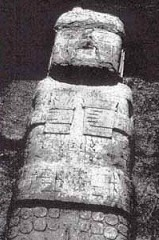
Eine 1932 aufgefundene Pachamama-Skulptur

Am 21. Oktober 2019 stahlen Tschugguel und ein Komplize fünf Statuen, welche die Inka-Fruchtbarkeitsgöttin Pachamama verkörperten und im Rahmen der im Vatikan stattfindenden Amazonas-Synode ausgestellt wurden, aus der Kirche Santa Maria in Traspontina und warfen sie von der Engelsbrücke in den Tiber. Das vorsätzliche öffentliche Wegwerfen oder Verschmutzen von Kultgegenständen ist in Italien als Religionsbeschimpfung strafbar und mit bis zu zwei Jahren Haft bedroht. Am 4. November 2019 bekannte sich Tschugguel in einem YouTube-Video zur Aktion. Er sah in den Statuen einen Verstoß gegen das erste Gebot („Du sollst keine anderen Götter neben mir haben“) und erklärte, er wollte sicherstellen „dass diese Götzen nicht mehr in der Kirche und zu kirchlichen Zwecken benutzt werden“.
Die Tat erregte ein breites internationales Medienecho. Papst Franziskus äußerte sein persönliches Bedauern über die Angelegenheit und bat öffentlich um Verzeihung von allen, die durch diese Tat beleidigt wurden.
Für Paolo Ruffini, den Präfekten des vatikanischen Dikasteriums für die Kommunikation, stand diese Aktion im Widerspruch zum Geist des Dialogs, da die „Figuren für das Leben, Fruchtbarkeit und die Mutter Erde stünden“. Der mexikanische Bischof Felipe Arizmendi Esquivel verteidigte die Zeremonien mit Fruchtbarkeitsfiguren zu Beginn der Amazonas-Synode, da sie keine Götzen, sondern „Symbole amazonischer Lebenswirklichkeit“ repräsentierten. Für Jan-Heiner Tück hängt dieser Vorfall mit einem verengten Blick auf das Katholische und einer intoleranten und verachtenden Einstellung gegenüber der Wahrheit zusammen. Francis Xavier Clooney, Professor an der Harvard Divinity School, erinnerte an die prinzipielle Mehrdeutigkeit der Zeichen (ambiguous signs).
Nach dem Vorfall erhielt Tschugguel Unterstützung von verschiedenen hochrangigen Kirchenvertretern, darunter Bischof Athanasius Schneider sowie den Kardinälen Raymond Burke und Walter Brandmüller. Tschugguels Aktion wurde von Christoph Schönborn, dem Erzbischof von Wien, kritisiert, der die Tat als „skandalös und empörend“ bezeichnete. Nach der Aktion ging Tschugguel auf eine Vortragsreise in die Vereinigten Staaten, die von LifeSiteNews, der American Society for the Defense of Tradition, Family and Property und Taylor Marshall organisiert wurde.